# Rhaphidostegium brachycarpum
Rhaphidostegium brachycarpum là một loài rêu trong họ Sematophyllaceae. Loài này được (Hampe) A. Jaeger mô tả khoa học đầu tiên năm 1878.